# Транспорт Словенії
Транспорт Словенії представлений автомобільним , залізничним , повітряним , водним (морським, річковим)  і трубопровідним , у населених пунктах  та у міжміському сполученні діє громадський транспорт пасажирських перевезень. Площа країни дорівнює 20 273 км² (155-те місце у світі). Форма території країни — витягнута в субширотному напрямку; максимальна дистанція з півночі на південь — 209 км, зі сходу на захід — 418 км. Географічне положення Словенії дозволяє країні контролювати транспортні шляхи між країнами Південної, Центральної та Східної Європи.

## Автомобільний
Загальна довжина автошляхів у Словенії, станом на 2012 рік, дорівнює 38 985 км, з яких 38 985 км із твердим покриттям (769 км швидкісних автомагістралей) (91-ше місце у світі).

## Залізничний
Загальна довжина залізничних колій країни, станом на 2014 рік, становила 1 229 км (84-те місце у світі), з яких 1 229 км стандартної 1435-мм колії (503 км електрифіковано).

## Повітряний
У країні, станом на 2013 рік, діє 16 аеропортів (143-тє місце у світі), з них 7 із твердим покриттям злітно-посадкових смуг і 9 із ґрунтовим. Аеропорти країни за довжиною злітно-посадкових смуг розподіляються наступним чином (у дужках окремо кількість без твердого покриття):
- довші за 10 тис. футів (>3047 м) — 1 (0);
- від 10 тис. до 8 тис. футів (3047-2438 м) — 1 (0);
- від 8 тис. до 5 тис. футів (2437—1524 м) — 1 (1);
- від 5 тис. до 3 тис. футів (1523—914 м) — 3 (3);
- коротші за 3 тис. футів (<914 м) — 1 (5)[1].

У країні, станом на 2015 рік, зареєстровано 2 авіапідприємства, які оперують 35 повітряними суднами. За 2015 рік загальний пасажирообіг на внутрішніх і міжнародних рейсах становив 1,1 млн осіб. За 2015 рік повітряним транспортом було перевезено 1,35 млн тонно-кілометрів вантажів (без врахування багажу пасажирів).
Словенія є членом Міжнародної організації цивільної авіації (ICAO). Згідно зі статтею 20 Чиказької конвенції про міжнародну цивільну авіацію 1944 року, Міжнародна організація цивільної авіації для повітряних суден країни, станом на 2016 рік, закріпила реєстраційний префікс — S5, заснований на радіопозивних, виділених Міжнародним союзом електрозв'язку (ITU). Аеропорти Словенії мають літерний код ІКАО, що починається з — LJ.

## Водний

### Морський
Головний морський порт країни: Копер.
Морський торговий флот країни, станом на 2010 рік, складався з 24 морських суден з тоннажем більшим за 1 тис. реєстрових тонн (GRT) кожне (90-те місце у світі),.
Станом на 2010 рік, кількість морських торгових суден, що зареєстровані під прапорами інших країн — 24 (Кіпру — 5, Ліберії — 7, Мальти — 4, Маршаллових Островів — 6, Сент-Вінсенту і Гренадин — 1, Словаччини — 1).

### Річковий
Загальна довжина судноплавних ділянок річок і водних шляхів, доступних для суден з дедвейтом понад 500 тонн, 2012 року невідома. Головна водна транспортна артерія країни — річка Сава.

## Трубопровідний
Загальна довжина газогонів у Словенії, станом на 2013 рік, становила 844 км; нафтогонів — 5 км.

## Державне управління
Держава здійснює управління транспортною інфраструктурою країни через міністерство інфраструктури. Станом на 5 січня 2017 року міністерство в уряді Миро Церара очолював Петер Гаспершич.

### Українською
- Атлас. 10-11 клас. Економічна і соціальна географія світу / упорядники :  О. Я. Скуратович, Н. І. Чанцева. — К. : ДНВП «Картографія», 2010. — ISBN 978-966-475-639-3.
- Атлас світу / голов. ред. І. С. Руденко ; зав. ред. В. В. Радченко ; відп. ред. О. В. Вакуленко. — К. : ДНВП «Картографія», 2005. — 336 с. — ISBN 9666315467.
- Безуглий В. В. Економічна і соціальна географія зарубіжних країн : Навчальний посібник. — К. : ВЦ «Академія», 2007. — 704 с. — ISBN 978-966-580-239-6.
- Безуглий В. В., Козинець С. В. Регіональна економічна і соціальна географія світу : Навчальний посібник. — видання 2-ге, доп., перероб. — К. : ВЦ «Академія», 2007. — 688 с. — ISBN 966-580-144-9.
- Дахно І. І. Країни світу: Енциклопедичний довідник / І. І. Дахно, С. М. Тимофієв. — К. : Мапа, 2011. — 606 с. — (Бібліотека нового українця) — ISBN 978-966-8804-23-6.
- Дахно І. І. Економічна географія зарубіжних країн : навчальний посібник. — К. : Центр учбової літератури, 2014. — 319 с. — ISBN 978-611-01-0682-5.
- Дорошенко В. І. Географія транспорту : Навчальний посібник / В. І. Дорошенко, К. Д. Діденко. — К. : Київський нац. ун-т ім. Т. Шевченка, 2010. — 183 с. — ISBN 978-966-439-329-1.
- Дубович І. А. Країнознавчий словник-довідник. — 5-те вид., перероб. і доп. — К. : Знання, 2008. — 839 с. — ISBN 978-966-346-330-8.
- Економічна і соціальна географія країн світу : Навчальний посібник / За ред. С. П. Кузика. — Л. : Світ, 2002. — 672 с. — ISBN 966-603-178-7.
- Зарубіжна транспортна географія : навчальний посібник / уклад. : Петрашевський О. Л. и др. — К. : Національний транспортний університет, 2015. — 95 с. — ISBN 978-966-632-227-5.
- Юрківський В. М. Регіональна економічна і соціальна географія. Зарубіжні країни : Підручник. — К. : Либідь, 2001. — 416 с. — ISBN 966-06-0092-5.

### Англійською
- (англ.) Modern Transport Geography / Hoyle, B. and R. Knowles (eds). — Second Edition,. — London : Wiley, 1998.
- (англ.) Rodrigue, J-P. The Geography of Transport Systems. — Fourth Edition. — N. Y. : Routledge, 2017. — 440 с. — ISBN 978-1138669574.
- (англ.) Taaffe E. J., Gauthier H. L. and O'Kelly M. E. Geography of transportation. — Second Edition. — N. Y. : Prentice Hall, 1996. — ISBN 0-13-368572-1.
- (англ.) Black, W. Transportation: A Geographical Analysis. — N. Y. : Guilford, 2003.

### Російською
- (рос.) Максаковский В. П. Географическая картина мира. Книга I: Общая характеристика мира. — М. : Дрофа, 2008. — 495 с. — ISBN 978-5-358-05275-8.
- (рос.) Максаковский В. П. Географическая картина мира. Книга II: Региональная характеристика мира. — М. : Дрофа, 2009. — 480 с. — ISBN 978-5-358-06280-1.
- (рос.) Физико-географический атлас мира. — М. : Академия наук СССР и главное управление геодезии и картографии ГГК СССР, 1964. — 298 с.
- (рос.) Шаповал Н. С. Транспортная география и транспортные системы мира : учебное пособие. — К. : Центр учбової літератури, 2006. — 188 с. — ISBN 000-0000-00-4.
- (рос.) Экономическая, социальная и политическая география мира. Регионы и страны / под ред. С. Б. Лаврова, Н. В. Каледина. — М. : Гардарики, 2002. — 928 с. — ISBN 5-8297-0039-5.
- (рос.) Энциклопедия стран мира / глав. ред. Н. А. Симония. — М. : НПО «Экономика» РАН, отделение общественных наук, 2004. — 1319 с. — ISBN 5-282-02318-0.